# Эбботт, Дэвид
Дэвид Ли Эбботт или Дэвид «Танк» Эбботт (англ. David Lee Abbott, 26 апреля 1965, Хантингтон-Бич, Калифорния, США) — американский боец смешанных единоборств, профессиональный рестлер, комментатор. В настоящее время является автором и продюсером собственной серии подкастов под названием «Испытательный полигон с Танком Эбботтом» (англ. "The Proving Ground with Tank Abbott"). Эбботт известен как легенда смешанных боев в UFC, однако также выступал и в PRIDE, Strikeforce, EliteXC и Cage Rage. Он сам описывает свой стиль как уличную драку, которая распространена в барах и на улицах Хантингтон-Бич, Калифорния, или англ. "Pit Fighting". Аббот — первый боец, который выступал в ставших затем традиционными перчатками MMA в UFC. Также написал роман «Скандалист» (англ. Bar Brawler).

## Ранние годы
Эбботт родился в Хантингтон-Бич, Калифорния. Начал заниматься любительской борьбой в возрасте 9 лет и продолжил в старшей школе, кроме того, занимался американским футболом. В колледже также был рестлером, входил в состав юношеской атлетической лиги США и избирался в All-American. Затем продолжил обучение в Кал Стэйт - Лонг-Бич, где получил диплом бакалавра по специальности «История». В этот период также занимался боксом.

## Смешанные единоборства

### Выступления в UFC (1995–2003)
Эбботт дебютировал в UFC 6 в июле 1995 года. Боец сразу же показал свой суровый характер, в грубом интервью, в котором он высмеял смешанные единоборства, а затем нокаутировал гавайского бойца, практикующего Капу Куиалуа Джона Матуа, который весил около 180 кг. за 18 секунд боя-открытия. Эбботт подтвердил свою репутацию, насмехаясь над конвульсиями Матуа после победы нокаутом в то время, как доктора выскочили в ринг и пытались помочь поверженному. Эбботт прошёл в следующий раунд, где также встретился с тяжеловесом Полом Варелансом. После возвращения в ринг Эбботт провёл несколько средних, но очень мощных ударов в подбородок, нокаутировав Вареланса, а затем провёл граунд-энд-паунд и добивание ударами коленями, при этом широко улыбаясь своему сопернику.
В финале турнира встретился с российским бойцом Олегом Тактаровым, который к тому времени уже успел поучаствовать в турнире, а поединок называли боем между «мощью и подготовкой». Как и предполагалось, Эбботт грузил прямыми и аперкотами. Оба бойца очень устали из-за прошлых поединков и особенностей высокогорного климата. В итоге Тактаров смог уронить Эбботта и пытался провести болевой, однако Эбботт выворачивался. Бой был продолжен в стойке, где Эбботт получал преимущество, однако был очень уставшим для проведения активного наступления, а Танк Эббот поскользнулся и упал, вследствие чего Тактаров провёл удушение сзади. Поединок длился 17 минут, оба соперника были измотаны, а Тактарову даже потребовалась кислородная маска. Таким образом, Тактаров выиграл турнир  UFC 6 , а первым официальным чемпионом UFC стал  Кен Шемрок, который на UFC 6 победил Дэна Северна, а Эбботт дошёл до финала турнира.

## Статистика в ММА
| Боёв 25  | Побед 10 | Поражений 15 |
| -------- | -------- | ------------ |
| Нокаутом | 7        | 8            |
| Сдачей   | 2        | 5            |
| Решением | 1        | 2            |

| Поражение  | 10–15 | Рубен Виллареал | TKO (удары)              | King of the Cage: Fighting Legends                              | 13 апреля 2013   | 2 | 2:06  | Оровилл, Калифорния, США       | Чемпионский титул в King of the Cage |
| Победа     | 10–14 | Майк Бурк       | KO (удар)                | Wargods/Ken Shamrock Productions - The Valentine's Eve Massacre | 13 февраля 2009  | 1 | 0:29  | Фресно, Калифорния, США        |                                      |
| Поражение  | 9–14  | Кимбо Слайс     | KO (удары)               | EliteXC: Street Certified                                       | 16 февраля 2008  | 1 | 0:43  | Майами, Флорида, США           |                                      |
| Поражение  | 9–13  | Гари Тёрнер     | TKO (удары)              | Cage Rage 21                                                    | 21 апреля 2007   | 1 | 2:27  | Лондон, Англия                 |                                      |
| Поражение  | 9–12  | Пол Бентелло    | KO (удар)                | Strikeforce: Tank vs. Buentello                                 | 7 октября 2006   | 1 | 0:43  | Фресно, Калифорния, США        |                                      |
| Поражение  | 9–11  | Хидэхико Ёсида  | Сдача (треугольник)      | PRIDE Final Conflict 2005                                       | 18 августа 2005  | 1 | 7:40  | Сайтама, Япония                |                                      |
| Победа     | 9–10  | Уэсли Коррейра  | KO (удар)                | Rumble on the Rock 7                                            | 5 мая 2005       | 1 | 1:23  | Гонолулу, Гавайи, США          |                                      |
| Поражение  | 8–10  | Уэсли Коррейра  | TKO (остановка доктором) | UFC 45                                                          | 21 ноября 2003   | 1 | 2:14  | Анкасвилл, Коннектикут, США    |                                      |
| Поражение  | 8–9   | Кимо Леопольдо  | Сдача (треугольник)      | UFC 43                                                          | 6 июня 2003      | 1 | 1:59  | Лас-Вегас, Невада, США         |                                      |
| Поражение  | 8–8   | Фрэнк Мир       | Сдача (болевой на ногу)  | UFC 41                                                          | 18 февраля 2003  | 1 | 0:46  | Атлантик-Сити, Нью-Джерси, США |                                      |
| Поражение  | 8–7   | Педро Хиззу     | KO (удар)                | UFC Brazil                                                      | 16 октября 1998  | 1 | 8:07  | Сан-Паулу, Бразилия            |                                      |
| Победа     | 8–6   | Хьюго Дуарте    | TKO (удары)              | UFC 17                                                          | 15 мая 1998      | 1 | 0:43  | Мобил, Алабама, США            |                                      |
| Победа     | 7–6   | Йоджи Анджо     | Решение                  | UFC Japan                                                       | 21 декабря 1997  | 1 | 15:00 | Йокогама, Япония               |                                      |
| Поражение  | 6–6   | Морис Смит      | TKO (остановка)          | UFC 15                                                          | 17 октября 1997  | 1 | 8:08  | Бэй-Сент-Луис, Миссисипи, США  | За титул чемпиона UFC в тяжёлом весе |
| Поражение  | 6–5   | Витор Белфорт   | TKO (удары)              | UFC 13                                                          | 30 мая 1997      | 1 | 0:52  | Огаста, Джорджия, США          |                                      |
| Поражение  | 6–4   | Дон Фрай        | Сдача (треугольник)      | Ultimate Ultimate 96                                            | 7 декабря 1996   | 1 | 1:22  | Бирмингем, Алабама, США        | Финал турнира Ultimate Ultimate 96   |
| Победа     | 6–3   | Стив Нелмарк    | KO (удар)                | Ultimate Ultimate 96                                            | 7 декабря 1996   | 1 | 1:03  | Бирмингем, Алабама, США        |                                      |
| Победа     | 5–3   | Кал Уоршем      | TKO (сдача от ударов)    | Ultimate Ultimate 96                                            | 7 декабря 1996   | 1 | 2:51  | Бирмингем, Алабама, США        |                                      |
| Поражение  | 4–3   | Скотт Ферроззо  | Решение (единогласное)   | UFC 11                                                          | 20 сентября 1996 | 1 | 15:00 | Огаста, Джорджия, США          |                                      |
| Победа     | 4–2   | Сэм Эдкинс      | Сдача (болевой)          | UFC 11                                                          | 20 сентября 1996 | 1 | 2:06  | Огаста, Джорджия, США          |                                      |
| Поражение  | 3–2   | Дэн Северн      | Решение (единогласное)   | Ultimate Ultimate 95                                            | 16 декабря 1995  | 1 | 18:00 | Денвер, Колорадо, США          |                                      |
| Победа     | 3–1   | Стив Дженнум    | Сдача (сдавливание шеи)  | Ultimate Ultimate 95                                            | 16 декабря 1995  | 1 | 1:14  | Денвер, Колорадо, США          |                                      |
| Поражение  | 2–1   | Олег Тактаров   | Сдача (треугольник)      | UFC 6                                                           | 14 июля 1995     | 1 | 17:47 | Каспер, Вайоминг, США          | Финал турнира UFC 6                  |
| Победа     | 2–0   | Пол Вареланс    | TKO (удары)              | UFC 6                                                           | 14 июля 1995     | 1 | 1:53  | Каспер, Вайоминг, США          |                                      |
| Победа     | 1–0   | Джон Матуа      | KO (удары)               | UFC 6                                                           | 14 июля 1995     | 1 | 0:18  | Каспер, Вайоминг, США          |                                      |
| Источники: |       |                 |                          |                                                                 |                  |   |       |                                |                                      |

## Здоровье
В декабре 2018 года Эбботт рассказал о том, что из-за образа жизни был вынужден прибегнуть к трансплантации печени. Несмотря на несколько клинических смертей при операции, Эбботт выжил, а пересадка прошла успешно.